# Пйотр Дунін-Вольський
Пйотр Ду́нін-Во́льський (пол. Piotr Dunin-Wolski; 1530—28 серпня 1590) — державний діяч Речі Посполитої, священик і єпископ Римо-Католицької Церкви. Представник шляхетського роду Дунін-Вольських гербу Лебідь. Син Павла Дунін-Вольського та Дорофеї Вевецької. Великий канцлер коронний (1576–1576), сенатор. Великий підканцлер коронний (1574—1578). Єпископ плоцький (5 липня 1577–1590). Навчався в Падуї, Римі, Мадриді. 1545 року став познанським каноніком. У 1560—1573 роках працював польським послом при дворі іспанського короля. Був колекціонером старожитностей, зібрав велику бібліотеку. Збудував єпископський палац у Вишкуві. Помер у Плоцьку, Польща.